# 視床下部
視床下部（ししょうかぶ、羅: hypothalamus）は、間脳（視床の前下方で、第三脳室下側壁）に位置し、自律機能の調節を行う総合中枢である。中脳以下の自律機能を司る中枢がそれぞれ呼吸運動や血管運動などの個々の自律機能を調節するのに対して、視床下部は交感神経・副交感神経機能及び内分泌機能を全体として総合的に調節している。

## 構造
- 室周層にある下垂体前葉ホルモン調節因子を分泌する漏斗核（弓状核、隆起核）
- 視床下部の前部で室周層と内側群の間にあるオキシトシンを産生する室傍核
- 視索の背外側および腹内側にあるバゾプレッシンを産生する視索上核
- 内側核群にあるGnRHを分泌する視索前核
- 摂食中枢（空腹中枢）を含む背内側視床下部核（背内側核）
- 満腹中枢を含む腹内側視床下部核（腹内側核）
- 交感神経と連絡する後核
- 大脳辺縁系と連絡し、感情形成に関与し、嗅覚と自律神経と関係する乳頭体核
- 外側核群にある交感神経と連絡する外側核
- 視床下部の後外部にある視床下核

## 分泌するホルモン
- 副腎皮質刺激ホルモン放出ホルモン (CRH)
- 成長ホルモン放出ホルモン (GHRH)
- ソマトスタチン（成長ホルモン抑制ホルモン）(SS)
- 性腺刺激ホルモン放出ホルモン (GnRH)
- プロラクチン放出因子 (PRF)
- プロラクチン抑制因子 (PIF)
- 甲状腺刺激ホルモン放出ホルモン (TRH)

## 摂食行動
視床下部外側野を破壊すると動物は餌を摂らなくなり、刺激するとさらに摂る現象が確認されている。視床下部外側野は摂食行動を促進するので摂食中枢（英: feeding center、独: Appetitzentrum）と呼ばれる。
一方、視床下部腹内側野を破壊すると動物は餌をさらに摂り、刺激すると摂らなくなる。視床下部腹内側野は摂食行動を抑制するので満腹中枢（英: satiety center）と呼ばれる。
摂食行動に対し、摂食中枢、満腹中枢は拮抗的に働く神経性調節を行い、いずれの中枢にもグルコース、遊離脂肪酸、インスリンなどに感受性を示す神経細胞が存在する。

## 飲水行動
バソプレッシン分泌による腎臓の集合管での水の再吸収が行われるのと同時に、視床下部にある渇中枢が刺激されて口渇を感じて、飲水行動を取る。

## 性行動
視床下部からのホルモン放出により性ホルモンの分泌を促して、性行動に向かわせると共に視床下部にある性中枢が刺激されて性行動が発動される。

## その他
- 体温調節中枢
- 脳下垂体ホルモンの調節中枢、
- 睡眠などの本能行動の中枢
- 怒りや不安などの情動行動の中枢。

## 画像

視床下部の位置を様々な角度から眺めた動画。赤色で示す領域が視床下部。（画像出典：Anatomography）
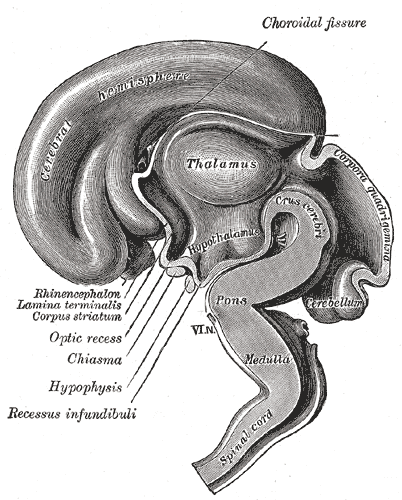
妊娠三か月のヒト胎児脳の矢状断面図。視床下部（Hypothalamus）は中央部付近に見える。